# 王十万乡
王十万乡，是中华人民共和国湖南省株洲市渌口区下辖的一个乡镇级行政单位。

## 行政区划
王十万乡下辖以下地区：
王十万社区、腊树村、象形村、颜家村、赤石村、挽洲村、神山村、长源村、荷包村、山塘村、梅冲村、花石村、米斗村、银牌村、石龙村、新湖村、王十万村、石灰冲村、傅家冲村、枫仙桥村和榜头村。